# Victoria Licht
Victoria Licht (* 29. Mai 1989 in Gernsbach; geb. Victoria Reich) ist eine deutsche Schauspielerin.

## Leben
In Gernsbach im baden-württembergischen Landkreis Rastatt geboren, wuchs sie in Bonn auf. Ab 1993 begann sie zu singen. Schon während der Schulzeit sammelte sie bei Musiktheateraufführungen erste Bühnenerfahrungen. Auch bei Konzerten und anderen Events trat sie auf. Nach dem Abitur 2007 nahm sie die Ausbildung zur Musicaldarstellerin an der Stage School for professional artists in Hamburg auf. 2009 ging sie an die Folkwang Universität der Künste in Essen im Fach Musical. Zudem nahm sie an Master Classes in den USA teil. Während ihrer Studienzeit wurde sie als Solistin in Hamburg im Engelsaal und der Laeiszhalle (Monday Nights) eingesetzt. 2011 war sie an der deutschen Erstaufführung des Musicals One Touch of Venus von Kurt Weill und 2012 am Chanson-Musical Ein Mann geht durch die Wand von Michel Legrand beteiligt. Im Pina Bausch Theater Essen hatte sie ihre One-Woman-Show Nobody said it’s gonna be easy und führte dabei selbst Regie. In einem Interview verwies sie auf ihre Ambitionen zur Regie.
Sie ist neben der Tätigkeit als Schauspielerin auch als Model aktiv. In der Zwischenzeit hilft sie Schülern bei der Vorbereitung für Aufnahmeprüfungen an Schulen für Musik, Schauspiel oder Tanz. Zur Stressbewältigung nach dem Drehtag sagte sie: „Ich höre Elvis Presley, singe und spiele Country Songs auf der Gitarre und telefoniere mit meiner Familie.“. Von Folge 2677 bis Folge 2812 spielte sie in Sturm der Liebe das Zimmermädchen Eleonore „Ella“ Kessler. Ab dem 23. Mai 2017 war sie gemeinsam mit Alexander Milz (William) und Julia Alice Ludwig (Rebecca) in einer der drei tragenden Hauptrollen der 13. Staffel der Telenovela zu sehen.
Am 10. September 2021 gab sie auf Facebook bekannt, dass sie seit dem 4. desselben Monats mit dem Kameramann Florian Licht verheiratet ist und dessen Familiennamen angenommen hat.
Seit September 2023 sind sie und ihr Mann Florian Licht Eltern einer Tochter.

## Filmografie

### Theater
- 2011: Deutsche Uraufführung von One touch of Venus als Ethel le Neve (Regie: Reinhardt Fries), Essen und „Chempark“ (Bayerwerk Leverkusen).
- 2011: Musical-Pop Konzert Find my way als Solistin in Essen
- 2012: Die Fledermaus / Theatergeist als Burlesque- und Brasil-Girl unter der Regie von Gil Mehmert im Aalto-Theater Essen
- 2012–2013: Revue Erdbeerbrause & Rock’n' Roll, Blondine (Solistin), im Katakombentheater Essen und im Renaissance Hotel Düsseldorf. Regie: Ulli Rosner

### Fernsehen
- 2016: Einsatz in Köln – Die Kommissare (Fernsehserie, eine Folge)
- 2017: Sturm der Liebe, (Telenovela der ARD, 138 Folgen)
- 2019: Rosamunde Pilcher (Filmreihe, Folge: Schwiegertöchter)
- 2020: Billy Kuckuck – Aber bitte mit Sahne!